# 陳景潤
陳景潤（ちん けいじゅん、Chen Jingrun, 1933年5月22日 - 1996年3月19日）は中華人民共和国の数学者。専門は数論、特に解析的整数論。ゴールドバッハ予想などの一般にも親しみやすい題材で著しい業績を挙げ、特に中国国内で有名であり、切手の題材になったこともある。

## 略歴
福建省の福州市生まれ。1953年厦門大学卒。中国科学院で華羅庚に師事する。4期から6期まで（1975年1月 - 1988年3月）の全国人民代表大会代表。

## 業績
陳は、ゴールドバッハ予想に関して次のことを証明した。
十分大きな偶数は、素数 p および高々2つの素数の積である整数 n の和 p + n の形で表せる。
これは陳の定理（Chen's theorem）と呼ばれる。また、同時に双子素数の問題に関連した「共役的な」次の結果を示した。
p + 2 が高々2つの素数の積である素数 p は無数に存在する。
以上の結果は1966年に報告され、1973年と1978年に詳しい証明が発表された。また、陳はウェアリングの問題に関連して、1964年に次のことを証明した（発表は1965年）。
全ての自然数は、37個以下の正の5乗数の和で表せる。

## 記念物

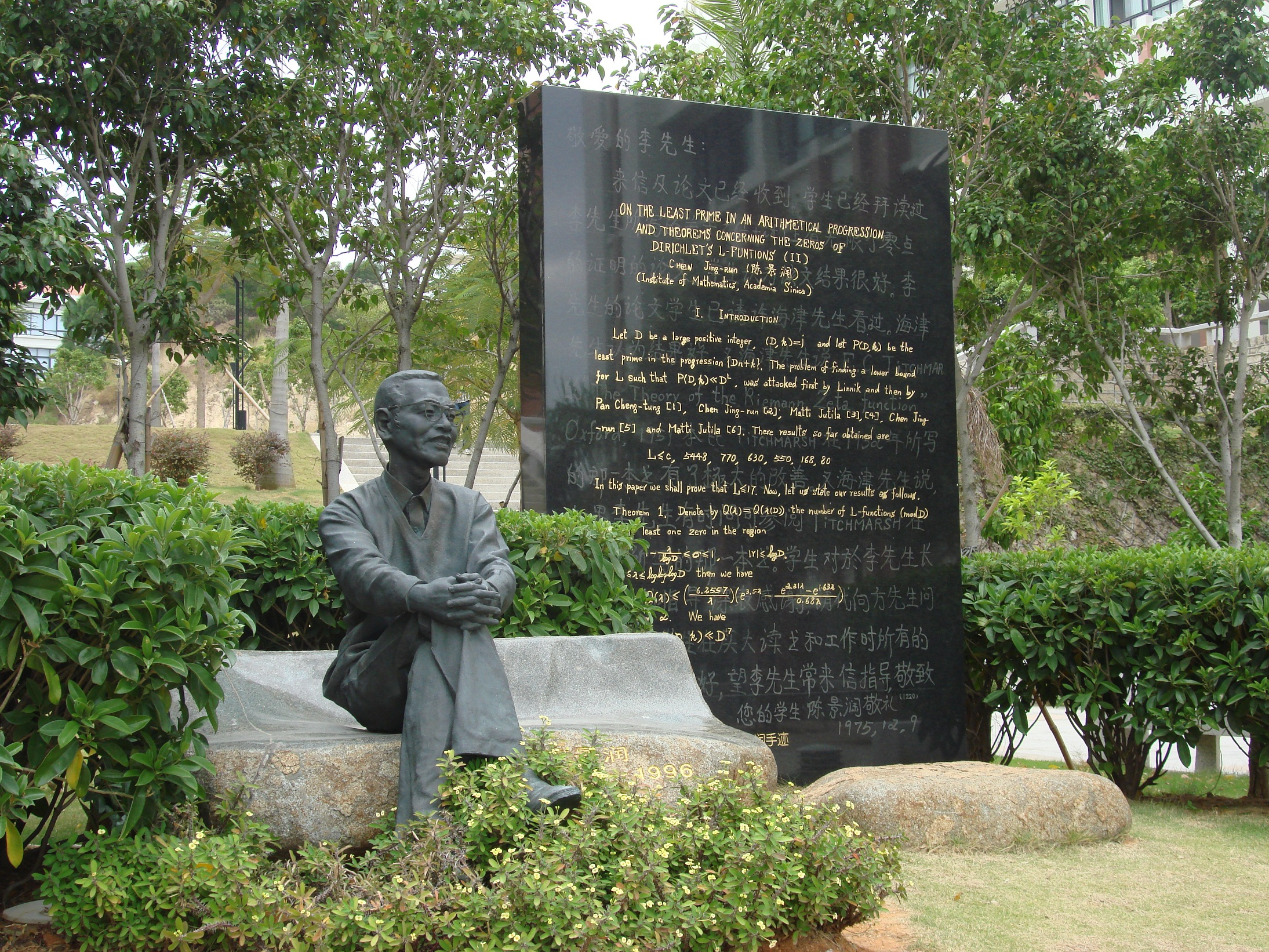
厦門大学内にある陳景潤の像

1996年12月24日に北京天文台CCD小惑星観測プログラムによって発見された小惑星番号7681の小惑星には、陳の名が付けられている。2006年、母校の厦門大学に陳の像が建てられた。
1999年に中国で発行された額面80分の記念切手に、陳のシルエットとともに数式
{\displaystyle P_{x}(1,2)\geq {\frac {0.67xC_{x}}{(\log x)^{2}}}}
が書かれたものがある。陳は、この不等式が十分大きな偶数 x に対して成り立つことを示した。左辺は x を素数および高々2つの素数の積の和に表す方法の個数を意味し、右辺の Cx は x に依存する定数で
{\displaystyle C_{x}=\prod _{p\mid x,p>2}{\frac {p-1}{p-2}}\prod _{p>2}\left(1-{\frac {1}{(p-1)^{2}}}\right)\geq \prod _{p>2}\left(1-{\frac {1}{(p-1)^{2}}}\right)\approx 0.6601618}
である（最後の定数はハーディ・リトルウッド予想に関連する）。十分大きな偶数 x に対して表現の方法が 1 以上であることが分かるので、一般に知られた形の陳の定理が従う。